# 林店街道
林店街道是中华人民共和国安徽省合肥市庐阳区下辖的一个乡镇级行政单位，位于庐阳区北部，于2012年3月成立，与庐阳经济技术开发区（原名庐阳工业区）实行一个机构两块牌子的管理模式。街道办事处由原庐阳区安庆路街道办事处整建制搬迁而来。林店街道（庐阳经济技术开发区）处于合肥市中心、北城城市副中心、合肥高新区、新站开发区与合肥综合保税区之间，具有十分优质的区位优势及其产、学、研、金集聚资源。

## 行政区划
林店街道下辖7个社区居民委员会：
连水社区、天河社区、永清社区、菱湖社区、金池社区、景湾社区、官塘社区